# افغان‌فلم
افغان‌فلم اصلی‌ترین نهاد دولتی سینمای افغانستان است که در سال ۱۳۴۷ ایجاد شد. در سال ۱۳۹۸ صحرا کریمی رئیس این نهاد شد. لطیف احمدی رئیس پیشین افغان‌فلم بود.
افغان‌فلم هم از نظر تاریخی و هم از نظر هنر و سینما اهمیت تاریخی زیادی برای افغانستان دارد. بایگانی این نهاد فیلم‌های مستند دوران جنگ جهانی اول و جنگ افغان- انگلیس و سفر‌های امان‌الله شاه از آغاز حکومت او در سال ۱۹۱۹ میلادی را در بر می‌گیرد. فعالیت اداره افغان‌فلم، همواره زیر تاثیر فضای سیاسی و تحولاتی بود که با تغییر رژیم‌ها در افغانستان اتفاق افتاده ‌است.
مستند A Flickering Truth که به زبان پارسی در سال ۲۰۱۵ در نیوزیلند ساخته شد حاصل تلاش‌های افغان‌فلم برای بایگانی و بازسازی فیلم‌ها بود.

## پیشینه

### پیش از افغان‌فلم
در زمان محمد ظاهرشاه شعبه‌ای مخصوص عکاسی و فیلم‌برداری با نام «اداره مستقل مطبوعات» ایجاد شد. در سال ۱۹۵۰ دو آمریکایی به کابل رفتند تا به ماموران اداره مستقل مطبوعات، در زمینه عکاسی و فیلم‌برداری آموزش بدهند. یک یا دو استاد نیز از هند دعوت شدند. افراد آموزش‌دیده، از رویدادهای مختلف دولتی برای نشریات آن زمان عکس و فیلم می‌گرفتند. اما ظهور فیلم و تبدیل‌کردن آن به ویدیو در افغانستان غیرممکن بود. به همین دلیل بر پایه قراردادی با آمریکا برای پانزده سال این فیلم‌ها برای چاپ و تنظیم از طریق هند به آمریکا فرستاده می‌شدند. آماده شدن این فیلم‌ها و بازگرداندن آنها به افغانستان سه تا چهار ماه زمان نیاز داشت.

### راه‌اندازی افغان‌فلم
در سال ۱۹۶۵ ظاهرشاه از سفیر آمریکا در کابل درخواست کرد که یک لابراتوار ظهور فیلم در افغانستان بسازند. با تایید لیندون بی. جانسون رئیس‌جمهوری وقت آمریکا آژانس توسعه بین‌المللی ایالات متحده ساخت این پروژه را آغاز کرد که در سال ۱۹۶۸ به پایان رسید. سلطان حمید هاشم (عکاس حرفه‌ای دربار) نخستین رئیس افغان‌فلم بود. با گذر زمان، افراد آموزش‌دیده درباره عکس و فیلم و باتجربه در اداره مطبوعات در افغان‌فلم شروع به کار کردند. گفته می‌شود که ظاهرشاه خود علاقمند به هنر سینما بود و هر از گاهی برای تماشای فیلم به سالن افغان‌فلم می‌رفت. افغان‌فلم در زمان محمدظاهر شاه سازمانی مستقل بود. اما در زمان محمد داوود خان با وزارت اطلاعات و فرهنگ ادغام شد.
فیلم‌هایی که در آغاز تولید می‌شدند، فیلم‌های خبری از رویدادهای سیاسی، اجتماعی، فرهنگی بودند و پیش از پخش فیلم‌های خارجی، در سینماها نمایش داده می‌شدند و آثار هنری و داستانی نبودند. در این دوره، برخی فیلم‌های مستند نیز تولید می‌شد. نخستین فیلم هنری در افغانستان در سال ۱۹۶۹ به نام روزگاران و در سه قسمت ساخته شد و در سینماهای کابل به نمایش در آمد. در ادامه، افغان‌فلم با تشکیل «اداره سیار» با استفاده از پروژکتور و ژنراتور در مناطق دوردست افغانستان فیلم‌های خبری و در مواردی فیلم هنری به مردم نمایش بدهد. از سال ۱۹۶۷ تا به قدرت رسیدن طالبان در سال ۱۹۹۶، ۳۷ فیلم داستانی و بیش از ۱۰۰ فیلم مستند در افعانستان ساخته شد. در سال ۱۹۷۰ کابل با ۴۰۰ هزار جمعیت ۱۸ سالن سینما و تئاتر داشت. همچنین چندین سالن سینما در ولایت‌های هرات، بلخ، قندوز، مزار شریف، بغلان و چند شهر دیگر هم فعال بودند.

### دوران شوروی
بیشترین شمار فیلم‌های ساخته شده، در دوران حکومت حزب دموکراتیک خلق افغانستان (۱۹۸۰–۱۹۹۲) بود که هر سال سه تا چهار فیلم تولید می‌شد. در این دوره، مردم بیشتری برای تماشای فیلم به سینما می‌رفتند. همچنین افراد زیادی در چکسلواکی، بلغارستان و لهستان آموزش حرفه‌ای سینما دیدند. از شناخته‌شده‌ترین فیلم‌های این دوره می‌توان به پسر بیوه (با نام دیگر شاد گل)، اختر مسخره، گناه، مجسمه‌ها می‌خندند، و مردها ره قول است اشاره کرد. درونمایه پروپاگاندای حکومتی بیشتر این فیلم‌ها به اعتبار افغان‌فلم ضربه زد. برخی از این فیلم‌ها مانند فیلم پرنده‌های مهاجر ساخته لطیف احمدی در جشنواره‌های کشورهای عضو شوروی و آلمان شرقی جایره گرفتند. اما این جوایز بیشتر جنبه تشویقی داشته و در بخش رقابتی نبودند. 

### دوره برهان‌الدین ربانی
پس از فروپاشی شوروی و در زمان ریاست‌جمهوری برهان‌الدین ربانی افغان‌فلم توانست به فعالیت خود ادامه داد. فیلم عروج ساخته صدیق برمک از مهمترین محصولات افغان‌فلم در این دوره بود. همچنین ساخت فیلم سرگردان کوچه‌ها به کارگردانس احد ژوند در این دوره تکمیل شد.

### دوره نخست طالبان
در دوره جنگ داخلی افغانستان چندین خمپاره به ساختمان افغان‌فلم برخورد کرد. اما سخت‌ترین دوره برای افغان‌فلم و سینمای افغانستان با به قدرت رسیدن طالبان آغاز شد. در آن هنگام ملا عمر دستور داده بود که بایگانی افغان‌فلم نابود شود. اما شماری از کارمندان این نهاد با پنهان کردن نسخه‌های اصلی فیلم‌ها و بایگانی افغان‌فلم توانستند آنها را حفظ کنند.

### دوره جمهوریت
در سال ۲۰۱۸ محمداشرف غنی دستور داد بایگانی افغان‌فلم به ارگ ریاست‌جمهوری منتقل شود که واکنش‌ها و مخالفت فرهنگیان را برانگیخت. این بایگانی هنوز در ارگ کابل است و طالبان اعلام کرده که جای آن مصون است. نبود سرمایه‌گذاری، کمبود تهیه‌کننده آموزش‌دیده و حرفه‌ای، بی‌توجهی حکومت جمهوری افغانستان، ناامنی از اصلی مشکلات دوره جمهوریت بودند.در سال ۲۰۲۰ شمار سالن‌های فعال سینما (در مقایسه با ۱۸ سالن در سال ۱۹۷۰) به ۵ کاهش یافت.

### دوره دوم طالبان
در ژوئن ۲۰۲۵ امارت اسلامی افغانستان نام «افغان‌فلم» را به «ریاست سمعی و بصری» و ماهیت آنرا نیز تغییر داد.

## مدیریت
سلطان حمید هاشم، صمد آصفی، خالق علیل، عبدالواحد نظری، صدیق برمک (دو دوره)، لطیف احمدی (دو دوره)، ابراهیم عارفی و صحرا کریمی (سال‌های پایانی نظام جمهوری) در دوره‌های مختلف ریاست افغان‌فلم را به عهده داشته‌اند.